# Mobile Majesty
Le Mobile Majesty sono state una franchigia di pallacanestro della NWBL, con sede a Mobile, nell'Alabama, attive nel 2005.
Parteciparono al campionato del 2001, terminando con un record di 1-12. Si sciolsero al termine della stagione.

## Stagioni
| Stagione | Lega | Denominazione  | V | P  | %   | Piazzamento | Play-off   |
| -------- | ---- | -------------- | - | -- | --- | ----------- | ---------- |
| 2001     | NWBL | Mobile Majesty | 1 | 12 | 7,7 | 4º          | Semifinale |